# Resilovo, Kiustendil
Resilovo (în bulgară Ресилово) este un sat în comuna Sapareva Banea, regiunea Kiustendil,  Bulgaria. 

## Demografie
Componența etnică a satului Resilovo
     Bulgari (96,95%)
     Nicio identificare (3,04%)
     Altele (0%)
La recensământul din 2011, populația satului Resilovo era de 1.312 locuitori. Din punct de vedere etnic, majoritatea locuitorilor (96,95%) erau bulgari. Pentru 3,04% din locuitori nu este cunoscută apartenența etnică.